# Ttokpokki
A ttokpokki (hangul: 떡볶이, RR: ddeokbokki) egyfajta koreai ccsim (jjim), azaz kevés vízben főtt étel, melynek fő hozzávalói a karettok (garaetteok) (rizstésztarudak) és a kocshudzsang (gochujang) (csilikrém).

## Jellemzői
Már a 19. században is ismerték, a koreai udvari konyhában zöldségekkel és szójaszósszal készült.
Az utcai phodzsangmancsha (pojangmacha) standokon az egyszerűbb verziót árulják, mely közkedvelt comfort food, azonban az éttermekben gazdagított változatok is kaphatóak. A feltétek között szerepel általában a tojás, az omuk (eomuk) (sült halmassza), az üvegtészta, tenger gyümölcsei, rámentészta, zöldségek, mandu vagy épp a sajt.
Az éttermekben általában a vendégek maguk főzik meg az ételt az asztalra helyezett főzőlapon, mivel gyorsan elkészül. Míg az utcai változat általában nagyon csípős, az éttermekben kapható gazdagabb ttokpokki (ddeokbokki) kevésbé erős.

## Elkészítése
A legegyszerűbb verzióba csak karettok (garaetteok) kerül. Alaplevet készítenek szárított szardellából és barna hínárból (Saccharina japonica, koreaiul: dasima), majd ebbe kerül a karettok (garaetteok), darabokra vágott újhagyma, valamint kocshudzsang (gochujang), őrölt csili (kocshugaru (gochugaru)) és cukor keveréke. Addig kell óvatosan kevergetve főzni, amíg a víz elpárolog és a szósz összesűrűsödik. Gyakran tesznek bele omuk (eomuk)ot (halmasszából készült golyócskák), egész főtt tojást és rámentésztát is.

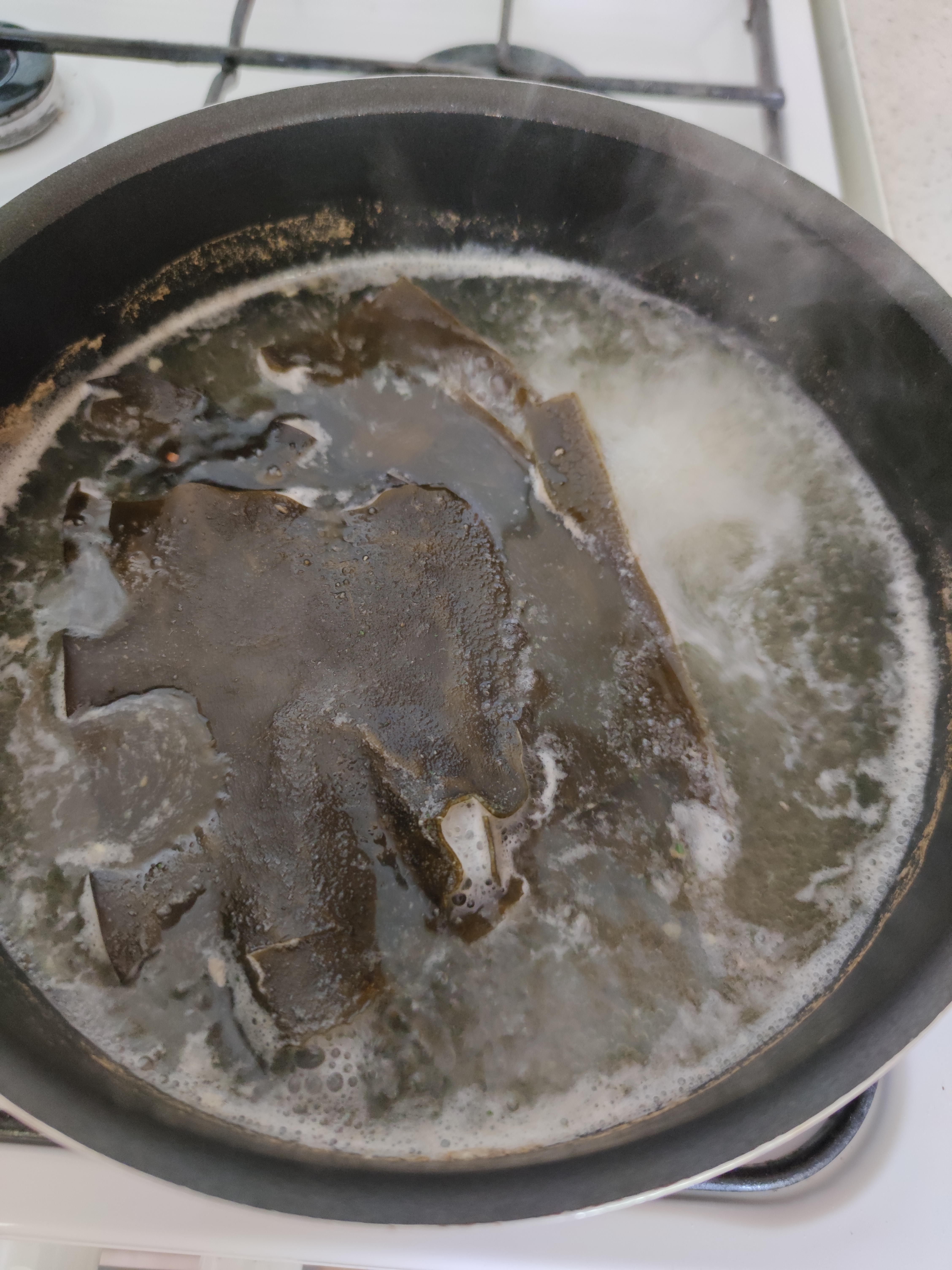
Első lépés: dasima és szardella (helyettesíthető dasi ételízesítővel) forralásával alaplé készítése
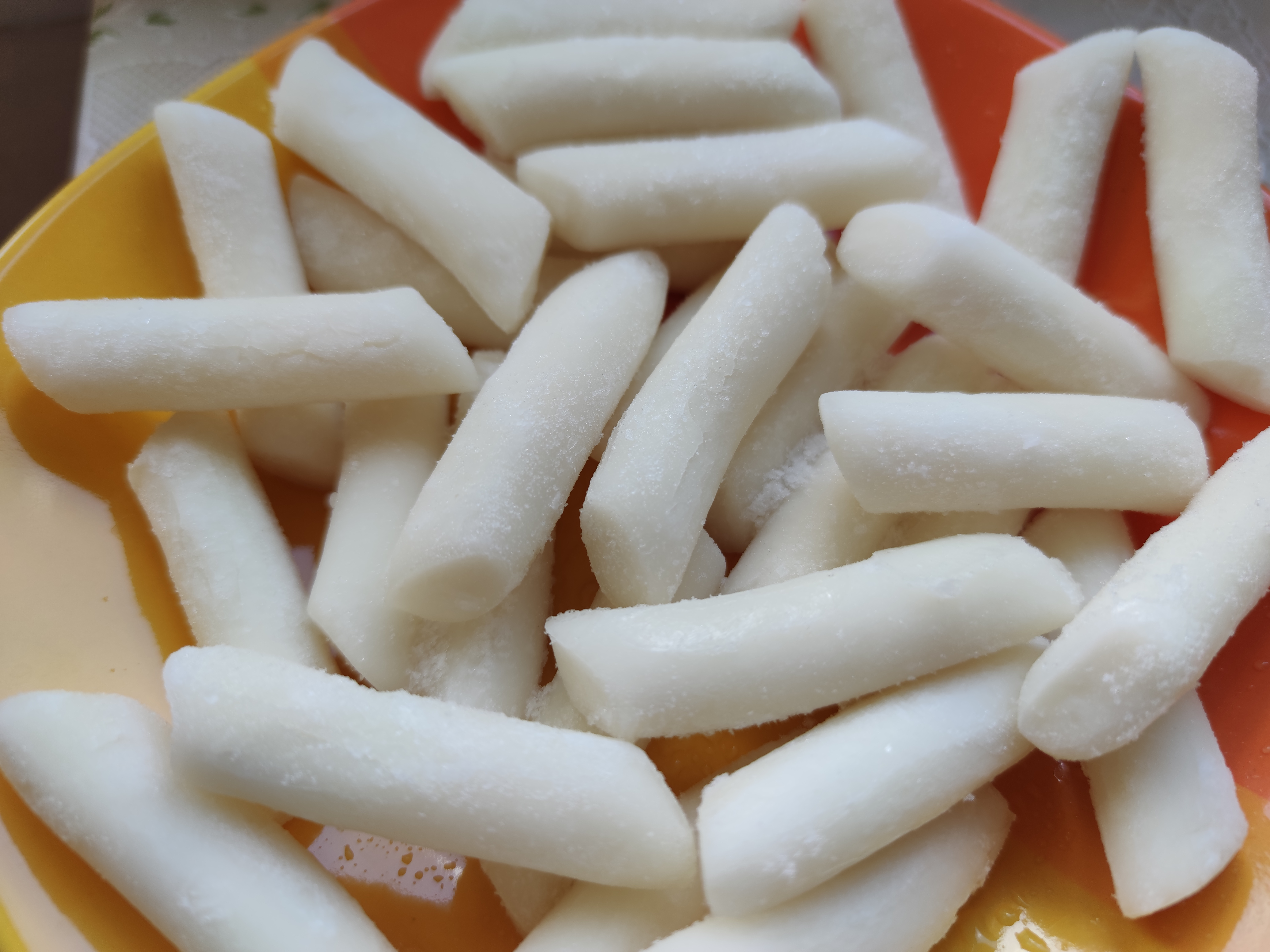
Karettok (Garaetteok) hozzáadása az alapléhez, miután a hínárt leszűrték
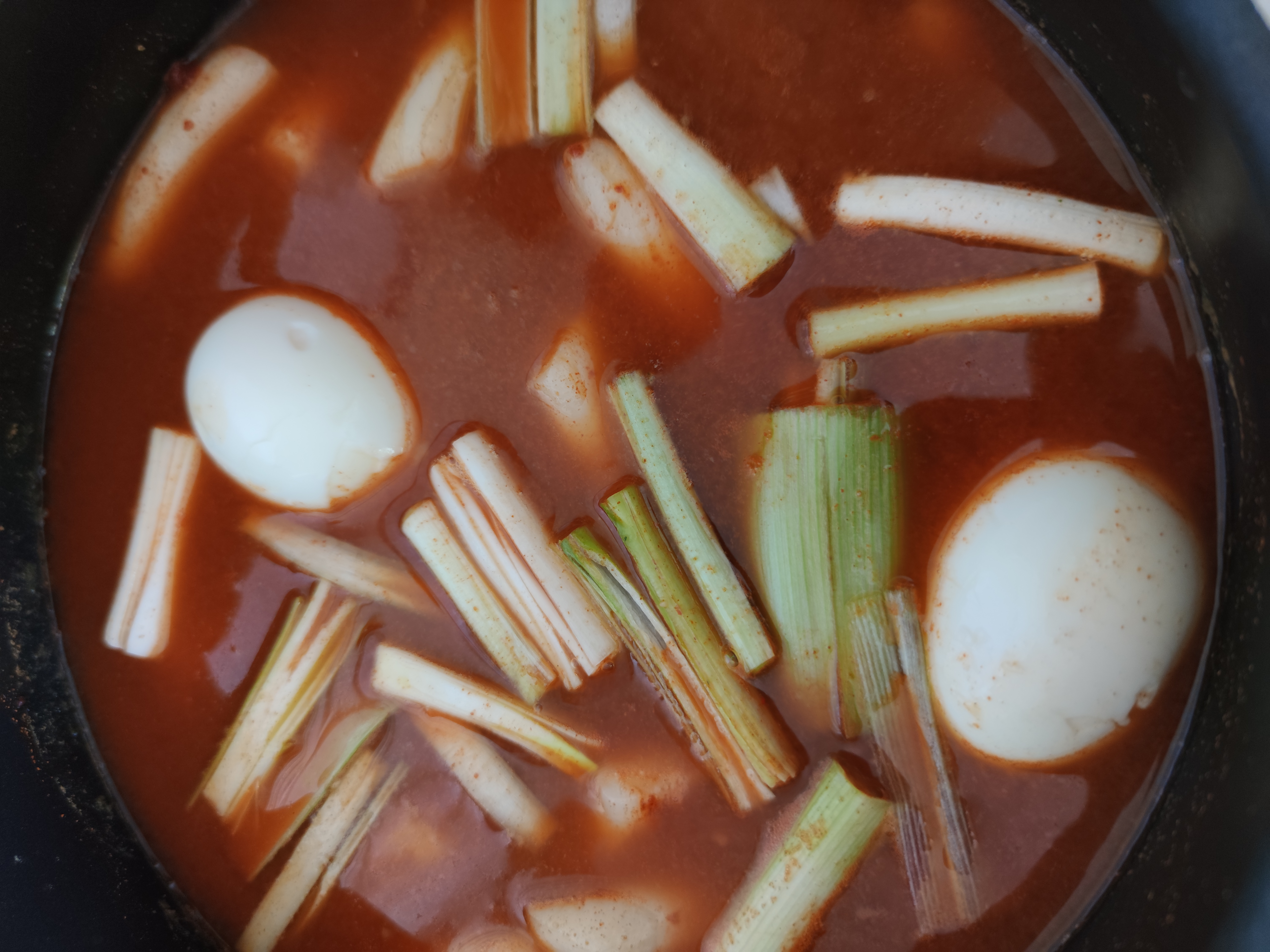
Újhagyma és főtt tojás, valamint a csilikrém hozzáadása
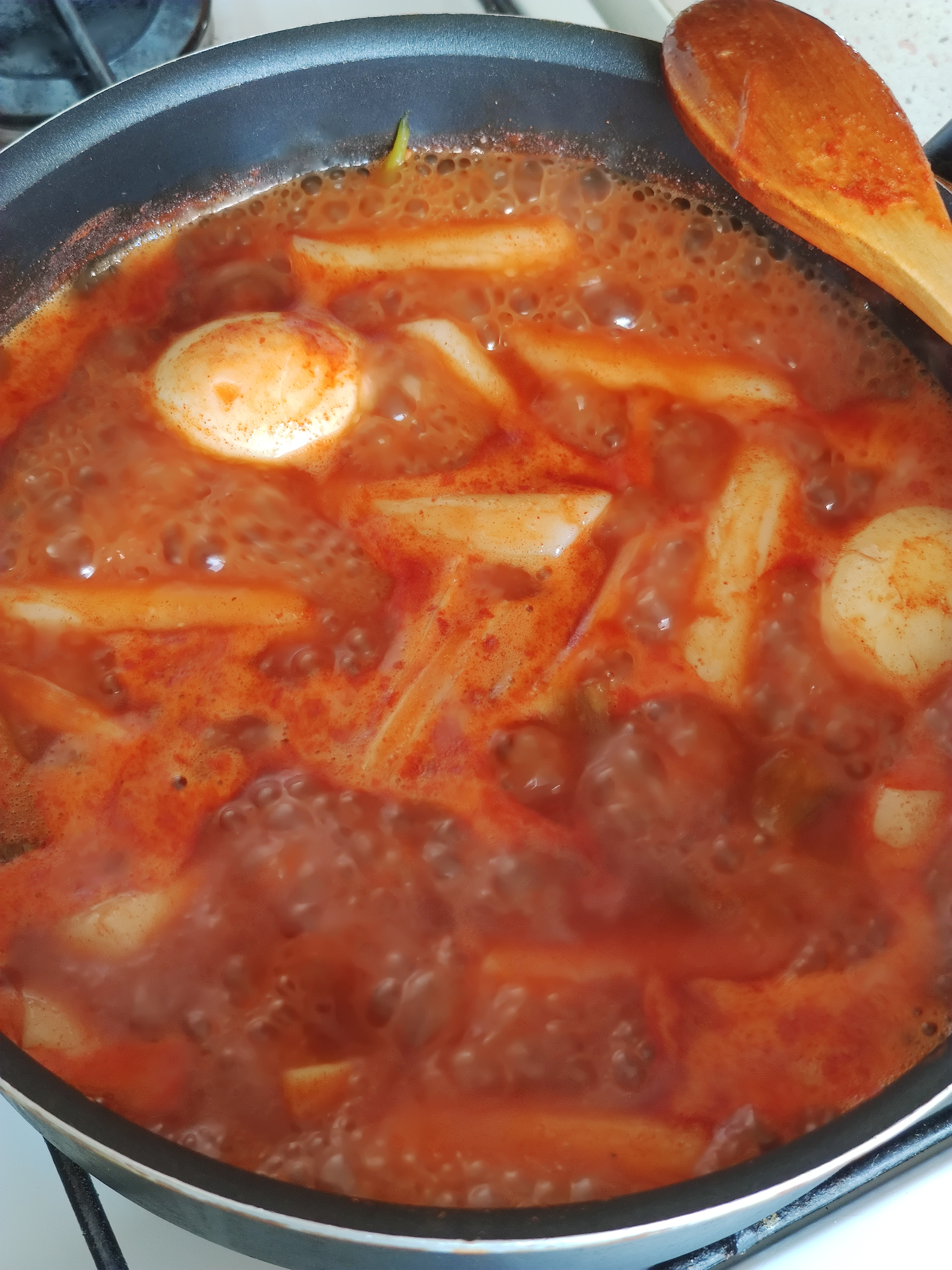
Forralás, amíg be nem sűrűsödik
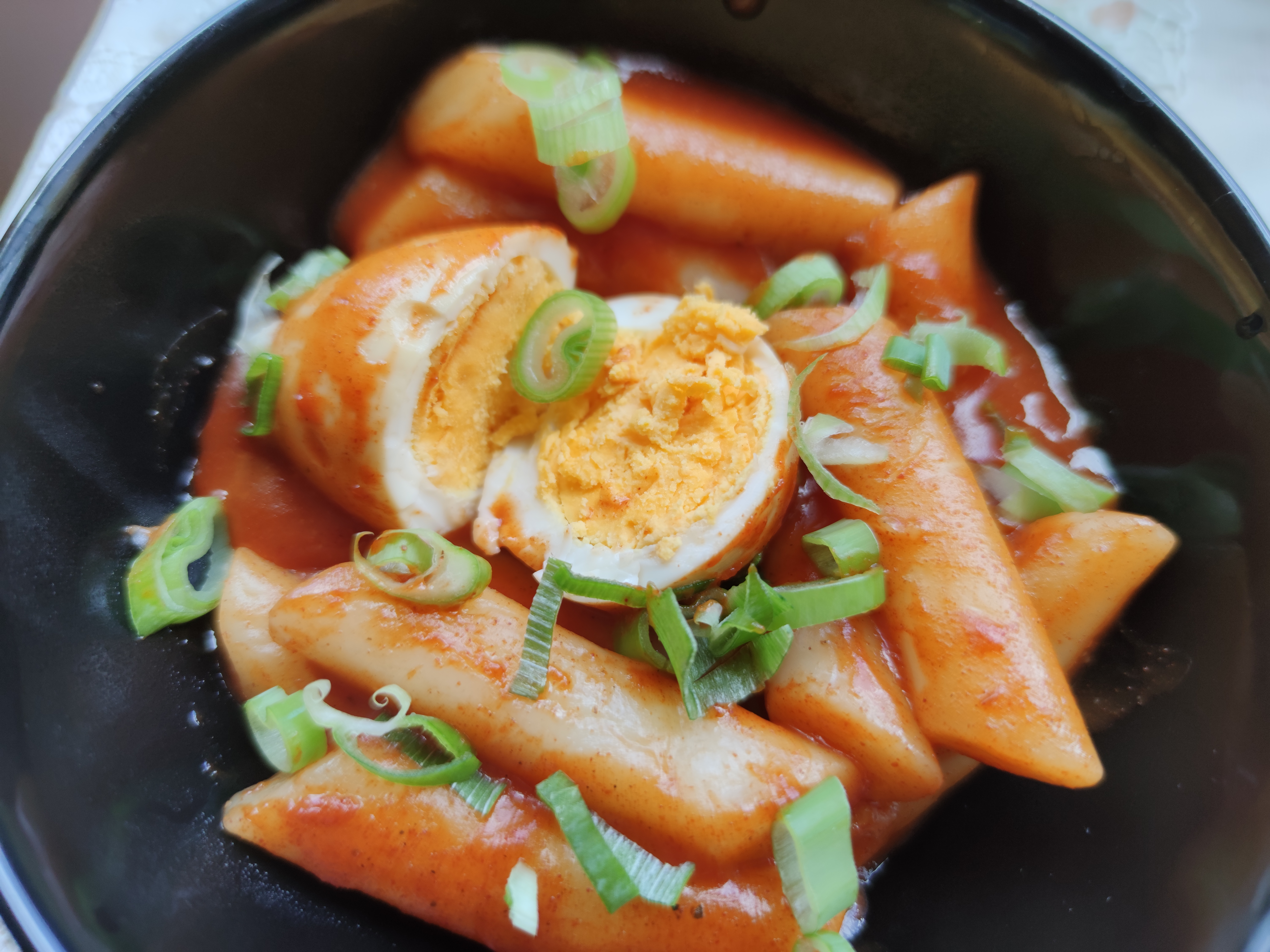
Tálalás

## Változatok

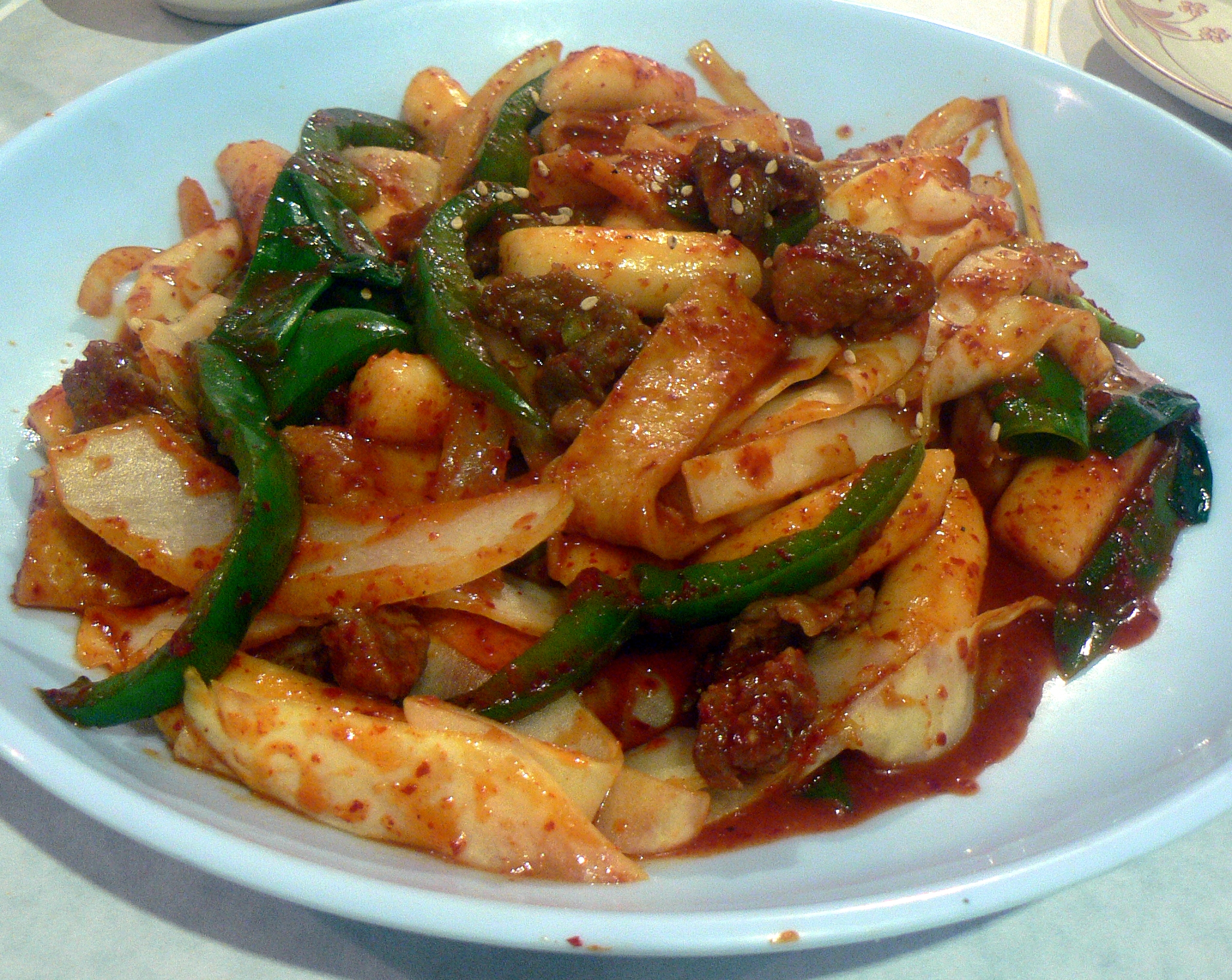
Hemul ttokpokki (Haemul tteokbokki)(해물 떡볶이), tenger gyümölcseivel
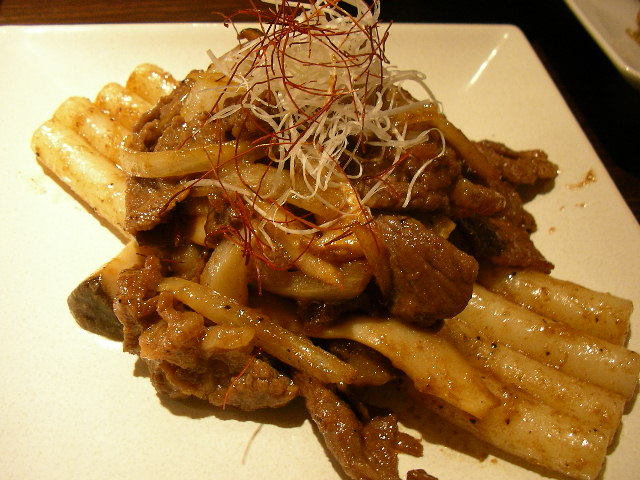
Kungdzsung ttokpokki (Gungjung tteokbokki) (궁중 떡볶이) vagy kangdzsang ttokpokki (Ganjang tteokbokki) (간장 떡볶이), szójaszósszal
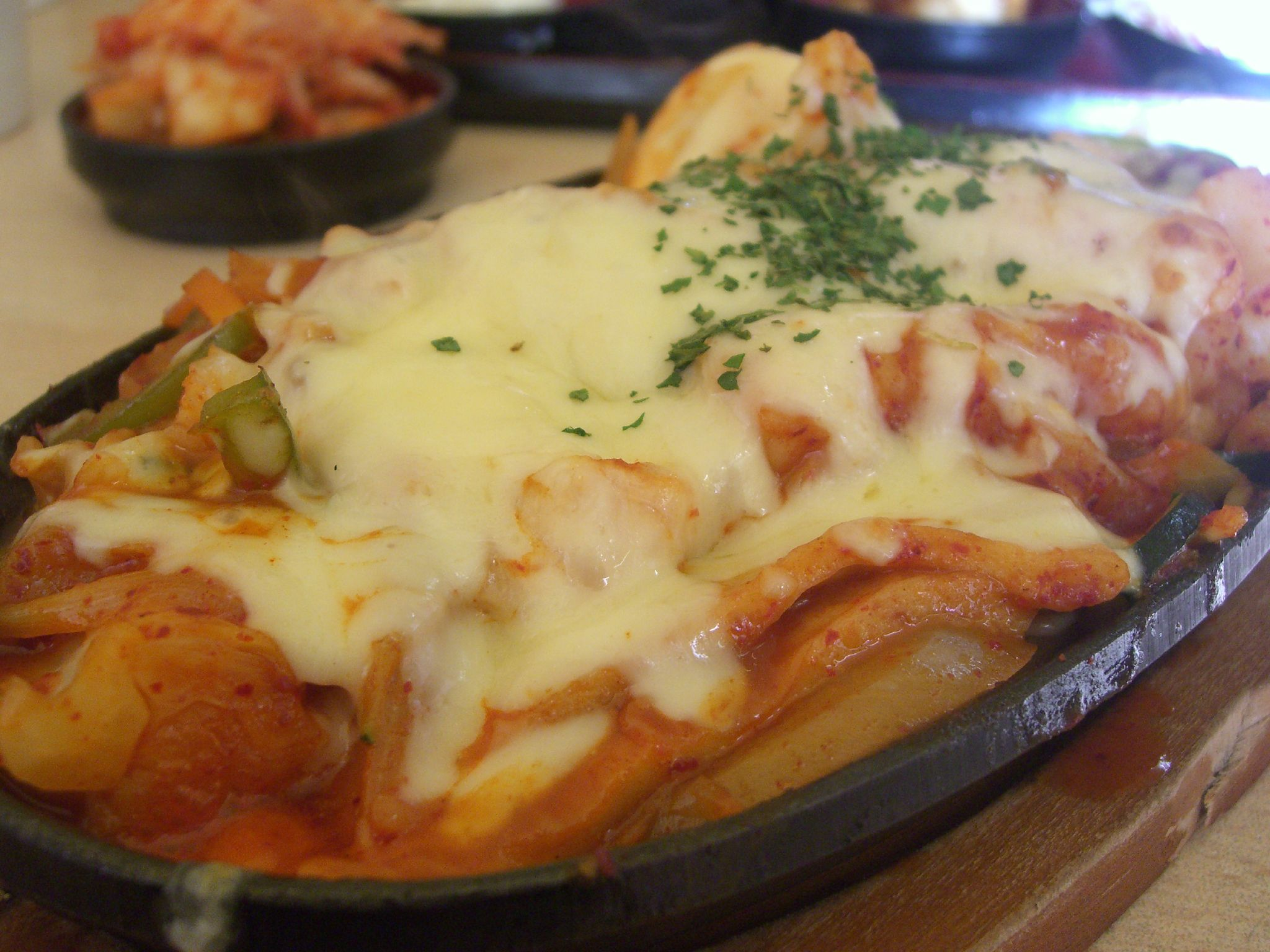
Cshidzsu ttokpokki (Chijeu tteokbokki) (치즈 떡볶이), sajttal
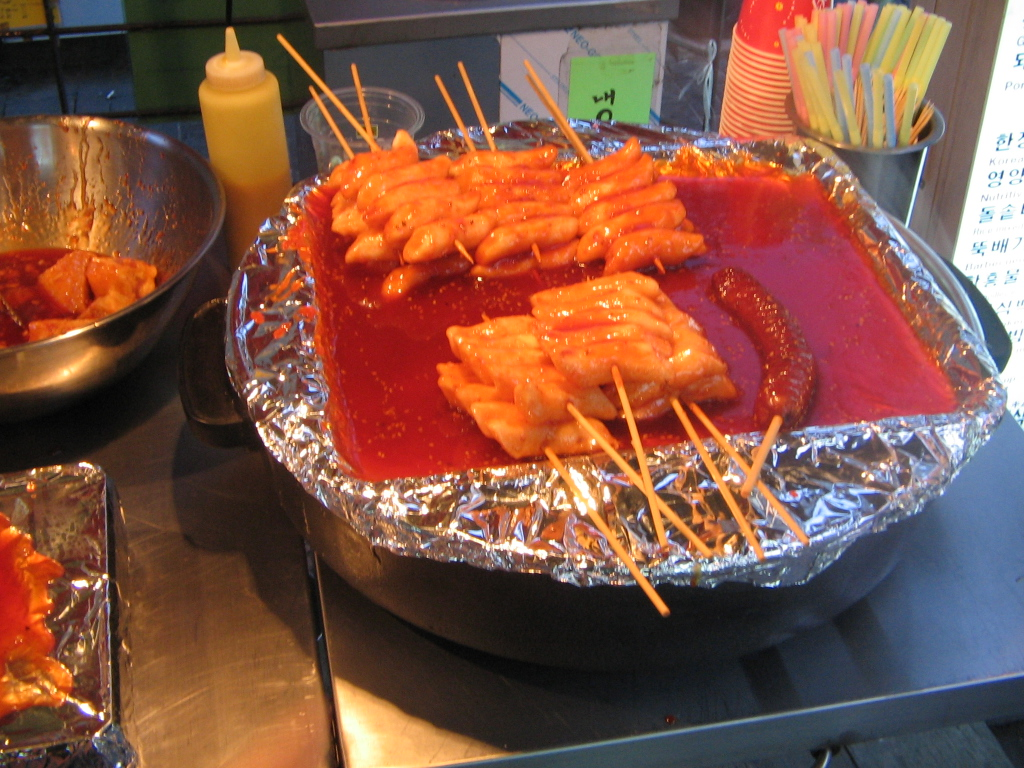
Ttok kkocshi (Tteok kkochi)(떡꼬치), nyárson